# Saison 2018 de l'équipe cycliste Holowesko-Citadel
La saison 2018 de l'équipe cycliste Holowesko-Citadel est la onzième de cette équipe. Elle obtient cette année une licence d'équipe continentale professionnelle.

## Préparation de la saison 2018

### Sponsors et financement de l'équipe
L'équipe porte le nom ses deux principaux sponsors depuis 2016, l'homme d'affaires Mark Holowesko et le fonds d'investissement Citadel Investment Group,. Un troisième sponsor important, la société d'exploration gazière Arapahoe Resources, apparaît dans le nom complet de l'équipe et apporte une partie des fonds supplémentaires nécessaires au passage au niveau continentale professionnel.

### Arrivées et départs
| Arrivées         | Équipe 2017                  |
| ---------------- | ---------------------------- |
| Nicolai Brøchner | Riwal Platform               |
| Evan Bybee       | DNA Racing                   |
| Andrew Dahlheim  | Arapahoe Resources           |
| Bryan Gómez      | Gateway Harley-Davidson Trek |
| Grant Koontz     |                              |
| Fabian Lienhard  | BMC Development              |
| Morgan Schmitt   | Arapahoe Resources           |
| Brayan Sánchez   | EPM                          |

| Départs         | Équipe 2017 |
| --------------- | ----------- |
| Mac Brennan     |             |
| Robin Carpenter | Rally       |
| Oscar Clark     |             |
| Tyler Magner    | Rally       |

## Coureurs et encadrement technique

### Effectif
| Effectif 2018            | Effectif 2018     | Effectif 2018 | Effectif 2018                         |
| Cycliste                 | Date de naissance | Pays          | Équipe précédente                     |
| ------------------------ | ----------------- | ------------- | ------------------------------------- |
| Miguel Bryon             | 10 janvier 1995   | États-Unis    |                                       |
| Nicolai Brøchner         | 4 juillet 1993    | Danemark      | Riwal Platform (2017)                 |
| Rubén Companioni         | 18 mai 1990       | Cuba          | Jamis (2016)                          |
| Andrew Dahlheim          | 9 juin 1988       | États-Unis    |                                       |
| Taylor Eisenhart         | 14 juin 1994      | États-Unis    | BMC Development (2016)                |
| Andžs Flaksis            | 18 mars 1991      | Lettonie      | Rietumu-Delfin (2014)                 |
| Bryan Gómez              | 19 novembre 1994  | Colombie      | Champion System-Stan's NoTubes (2015) |
| Andrei Krasilnikau       | 25 avril 1989     | Biélorussie   | Minsk Cycling Club (2015)             |
| Joseph Lewis             | 13 janvier 1989   | Australie     | Trek Livestrong U23 (2011)            |
| Fabian Lienhard          | 3 septembre 1993  | Suisse        | Team Vorarlberg (2017)                |
| John Murphy              | 15 décembre 1984  | États-Unis    | UnitedHealthcare (2016)               |
| Brendan Rhim             | 19 décembre 1995  | États-Unis    |                                       |
| Brayan Sánchez           | 3 juin 1994       | Colombie      | Medellín-Inder (2017)                 |
| Morgan Schmitt           | 3 janvier 1985    | États-Unis    |                                       |
| Evan Bybee               | 13 mars 1989      | États-Unis    |                                       |
| Grant Koontz             | 28 janvier 1994   | États-Unis    |                                       |
|                          |                   |               |                                       |
| Source : ProCyclingStats |                   |               |                                       |

### Encadrement
George Hincapie est manager général de l'équipe et en est copropriétaire avec son frère Rich. Thomas Craven est directeur sportif. En passant au niveau continental professionnel, l'équipe renforce son encadrement. Un deuxième directeur sportif, Radiša Čubrić (en), est recruté, ainsi qu'un directeur de la performance, Bobby Julich.

## Bilan de la saison

### Victoires
| Date       | Course                                          | Pays       | Classe | Vainqueur        |
| ---------- | ----------------------------------------------- | ---------- | ------ | ---------------- |
| 19/03/2018 | 1re étape du Tour de Normandie                  | France     | 2.2    | Fabian Lienhard  |
| 6/04/2018  | 1re étape du Circuit des Ardennes international | France     | 2.2    | John Murphy      |
| 12/04/2018 | 1re étape de la Joe Martin Stage Race           | États-Unis | 2.2    | Rubén Companioni |
| 14/04/2018 | 3e étape de la Joe Martin Stage Race            | États-Unis | 2.2    | Brendan Rhim     |
| 15/04/2018 | Classement général de la Joe Martin Stage Race  | États-Unis | 2.2    | Rubén Companioni |

### Résultats sur les courses majeures
Les tableaux suivants représentent les résultats de l'équipe dans les principales courses du calendrier international dans lesquelles l'équipe bénéficie d'une invitation (les cinq classiques majeures et les trois grands tours). Pour chaque épreuve est indiqué le meilleur coureur de l'équipe, son classement ainsi que les accessits glanés par Holowesko-Citadel sur les courses de trois semaines.

#### Classiques
| Classique            | Milan-San Remo | Tour des Flandres | Paris-Roubaix | Liège-Bastogne-Liège | Tour de Lombardie |
| -------------------- | -------------- | ----------------- | ------------- | -------------------- | ----------------- |
| Coureur (classement) |                |                   |               |                      |                   |

#### Grands tours
| Grand tour           | Tour d'Italie | Tour de France | Tour d'Espagne |
| -------------------- | ------------- | -------------- | -------------- |
| Coureur (classement) |               |                |                |
| Accessits            | -             | -              | -              |